# Dominique Potier
Pour les articles homonymes, voir Potier.
Dominique Potier, né le 17 mars 1964 à Toul, est un agriculteur et homme politique français. 
Membre du Parti socialiste, il est élu député dans la 5e circonscription de Meurthe-et-Moselle depuis les élections législatives de 2012.

## Situation personnelle
Dominique Potier naît le 17 mars 1964 à Toul dans une famille paysanne sur plusieurs générations.
Il suit d'abord des études agricoles, prolongées par des études de géographie. Il s’engage dans sa jeunesse dans l’éducation populaire et notamment au sein du Mouvement rural de jeunesse chrétienne.

## Carrière

### Carrière professionnelle
Il crée le GAEC du Sillon, coopérative fondée avec quatre autres agriculteurs dans le village de Lay-Saint-Rémy et convertie au bio en 1992[réf. nécessaire].

### Carrière politique

#### Mandats locaux
Il est maire de Lay-Saint-Remy de 2001 à 2013 et prend la présidence de la communauté de communes du Toulois de 2008 à 2013. Il est président du Pays Terre de Lorraine depuis 2004, coopérative qui réunit les communautés de communes des Terres Touloises, de Colombey et du sud toulois, de Moselle et Madon et du pays du Saintois. 

#### Députation

##### Sous laXIVelégislature
Lors des élections législatives de 2012 dans la 5e circonscription de Meurthe-et-Moselle, Dominique Potier se place en tête au premier tour, devant l'ancienne ministre Nadine Morano. Dans une circonscription réalisant le meilleur taux de participation du département, il remporte l'élection avec plus de 55 % des voix,.
En réaction aux catastrophes humaines et environnementales impliquant des entreprises multinationales, Dominique Potier élabore, avec un collectif de représentants d’ONG, de syndicalistes et de juristes, une proposition de loi de responsabilisation instituant un devoir de vigilance. Au terme de près de cinq années d'engagement, la loi relative au devoir de vigilance des sociétés mères et entreprises donneuses d'ordre est adoptée le 27 mars 2017.
À l'écart de la majorité socialiste sur les sujets de société, il est l'un des rares députés de gauche à ne pas voter en faveur du projet de loi ouvrant le mariage aux couples de personnes de même sexe en 2013,.

##### Sous laXVelégislature
Lors des élections législatives de 2017, il est réélu avec 63 % des suffrages au second tour, face à la candidate de La République en marche Marion Buchet. Il est le seul député socialiste de la région Grand Est.
Co-rapporteur en 2017 de la mission d’information parlementaire sur le foncier agricole, Dominique Potier plaide pour une grande loi de partage et de protection de la terre. Il est à l’origine des 9 propositions portées par des parlementaires, les syndicats agricoles, des ONG et des associations de collectivités territoriales. Selon lui, il faut « une justice foncière pour qu'il y ait un renouvellement des générations et un développement de l'agroécologie ».
Engagé pour la justice sociale, il plaide face à l'ampleur de la crise sanitaire pour l'instauration d'une limite décente aux écarts de revenus. Prenant appui sur les réflexions de Gaël Giraud et de Dominique Méda, il est à l'initiative d’une proposition de loi fixant l’écart acceptable des rémunérations à une échelle de 1 à 12.
Il a, par ailleurs, des positions conservatrices en matière sociétale et de bioéthique, où il vote contre le projet de loi du Gouvernement, après avoir exprimé son inquiétude face au « risque d’une marchandisation accrue du vivant ». Il s'oppose également à l'allongement du délai de recours à l'interruption volontaire de grossesse (IVG) de 12 à 14 semaines,.
En mars 2022, il annonce sa candidature pour un troisième mandat, souhaitant l'émergence d'une « troisième gauche » fidèle à son positionnement social-démocrate,. En mai 2022, il est investi par le Parti socialiste, pour la coalition Nouvelle Union populaire écologique et sociale, dans la cinquième circonscription de Meurthe-et-Moselle. Après avoir pris publiquement ses distances avec cet accord,, il se présente aux élections législatives de 2022 comme candidat divers gauche.
Dans le classement « ParlemenTerre » de l'association Agir pour l'environnement, il est le troisième député le plus écologiste de la XVe législature. 

### Sous laXVIelégislature
Le 11 juillet 2022, il fait partie des six députés du groupe socialistes et apparentés (membre de l'intergroupe NUPES) à ne pas voter la motion de censure (mais le seul à ne pas en avoir signé le dépôt) déposée par la NUPES à l'encontre du gouvernement Borne.
Le 24 novembre 2022, il est le seul membre du groupe socialistes et apparentés (membre de l'intergroupe NUPES) à s'abstenir lors du scrutin public sur la proposition de loi constitutionnelle visant à protéger et à garantir le droit fondamental à l'interruption volontaire de grossesse.
En 2024, il fait partie des six élus de gauche à s'opposer au projet de loi sur l'aide à mourir, considérant qu'il ne s'agit pas d'une loi progressiste mais libérale,.

## Engagement associatif
Dominique Potier a fondé « Esprit Civique », une association qui réunit des personnalités de la société civile, du monde politique, de l’entreprise autour d’une culture humaniste. Ce laboratoire d’idées (think tank) organise chaque année une université populaire à Cluny.

## Ouvrage
- Dominique Potier, Pierre Blanc et Benoît Grimonprez, La terre en commun : plaidoyer pour une justice foncière, Paris : Fondation Jean-Jaurès, 2019, 100 p. (ISBN 978-2362441233)

## Mandats
- 2001 – 2013 : maire de Lay-Saint-Rémy ;
- depuis 2004 : président du Pays Terre de Lorraine ;
- 2008 – 2013 : président de la communauté de communes du Toulois :
- depuis 2012 : député de la 5e circonscription de Meurthe-et-Moselle, membre de la commission des affaires économiques ;
- depuis 2017 : membre suppléant du conseil d’administration de l’Agence française de développement.